# Ярский Льнозавод
Я́рский Льнозаво́д — деревня в Ярском районе Удмуртии, входит в состав Бармашурского сельского поселения.

## Население
| 2010 | 2012 |
| ---- | ---- |
| 164  | ↘151 |

## Улицы
| - пер. Восточный, - ул. Западная, | - ул. Льнозаводская, - ул. Южная. |